# Ernie Howe
Ernie Howe (15 febbraio 1953) è un allenatore di calcio ed ex calciatore inglese, di ruolo centrocampista.

## Carriera

### Giocatore
Esordisce tra i professionisti nel 1973, all'età di 20 anni, con il Fulham; gioca in seconda divisione con i Cottagers per quattro stagioni consecutive, tra il 1973 ed il 1977, segnando in totale 10 reti in 70 incontri di campionato disputati. Nell'estate del 1977 viene ceduto al QPR, club di prima divisione, categoria nella quale durante la stagione 1977-1978 realizza una rete in 23 presenze; nell'annata successiva, che termina con la retrocessione degli Hoops in seconda divisione, segna invece un'ulteriore rete in 38 presenze (per un totale quindi di 61 presenze e 2 reti in questa categoria nel corso della sua carriera); gioca poi in seconda divisione sempre con il QPR dal 1979 al 1982, totalizzando ulteriori 28 presenze ed una rete in questa categoria. Nella stagione 1982-1983 vince invece il campionato di terza divisione con il Portsmouth, club in cui poi milita anche nella stagione 1983-1984 in seconda divisione (per un totale di 35 presenze e 4 reti in incontri di campionato), terminata la quale si ritira, all'età di 31 anni.
In carriera ha totalizzato complessivamente 194 presenze e 17 reti nei campionati della Football League.

### Allenatore
Dopo aver lavorato come vice al Wokingham Town, tra il 1993 ed il 2006 ha allenato i semiprofessionisti del Basingstoke Town (per complessive 630 partite ufficiali alla guida del club, che ha allenato principalmente in Isthmian League, che all'epoca era uno dei campionati di sesta divisione), mentre nella stagione 2007-2008 ha allenato il Sutton Utd, in Conference Sout (sesta divisione).

## Palmarès

### Giocatore

#### Competizioni nazionali
- Third Division: 1

Portsmouth: 1982-1983

### Allenatore

#### Competizioni regionali
- Hampshire Senior Cup: 2

Basingstoke Town: 1995–1996, 1996–1997